# Puškinskij rajon (Oblast' di Mosca)
Il Puškinskij rajon (in russo Пушкинский район?) era un distretto municipale dell'Oblast' di Mosca, nella Russia europea; il capoluogo era Puškino. Istituito nel 1938, ricopriva una superficie di 634 chilometri quadrati. Il suo territorio è solcato dal fiume Kljaz'ma.